# Bodh Gaya
Bodh Gaya hay Bodhgaya, tiếng Việt là Bồ Đề Đạo Tràng hay Bồ Đề Già Da, tên khác là Giác Thành (chữ Hán: 覺城), là một thành phố ở quận Gaya, Bihar, Ấn Độ. Đây là địa điểm nổi tiếng do là nơi Đức Phật đã giác ngộ dưới cây bồ đề. Đối với Phật giáo, Bodh Gaya là một trong bốn nơi quan trọng nhất trong cuộc đời của Phật Thích-ca Mâu-ni, còn 3 nơi khác đó là Kushinagar, Lâm-tỳ-ni (Lumbini) và Sarnath. Vào năm 2002, ngôi đền Mahabodhi (Đại giác ngộ tự) ở Bodh Gaya đã trở thành Di sản thế giới.

## Lịch sử
Vào khoảng năm 500 TCN thái tử Tất-đạt-đa Cồ-đàm, khi đó đã là một nhà tu hành đi khất thực, đến bờ sông Falgu ở gần thành phố Gaya. Ở đây,Đức Phật đã ngồi thiền dưới bóng cây bồ đề. Sau 49 ngày đêm thiền định, Đức Phật đã đạt được giác ngộ và sự thấu hiểu.
Các đệ tử của Tất-đạt-đa Cồ-đàm bắt đầu thăm viếng nơi Đức Phật đã đạt được sự giác ngộ vào ngày rằm trong tháng Vaisakh (tháng 4 - tháng 5), theo lịch Ấn Độ. Theo thời gian, nơi này được gọi là Bodh Gaya (Bồ Đề Đạo Tràng), ngày Đức Phật đạt giác ngộ là được gọi là Buddha Purnima (ở Việt Nam gọi là Ngày Đức Phật thành đạo), và cây nơi Đức Phật ngồi thiền gọi là Cây Bồ Đề (Bodhi - nghĩa là Tỉnh thức, Giác ngộ).
Lịch sử của Bodh Gaya đã được ghi chép lại trong nhiều tài liệu. Trong đó, quan trọng nhất là tài liệu của các nhà sư Trung Quốc Pháp Hiển (法顯) và Huyền Trang, những người hành hương đến thánh địa này vào các thế kỷ 4 và 7 để thỉnh kinh. Nơi đây là trái tim của văn hóa Phật giáo trong suốt hàng thế kỷ cho đến khi nó bị Thổ Nhĩ Kỳ đánh chiếm vào thế kỷ 13.

## Chùa Mahabodhi

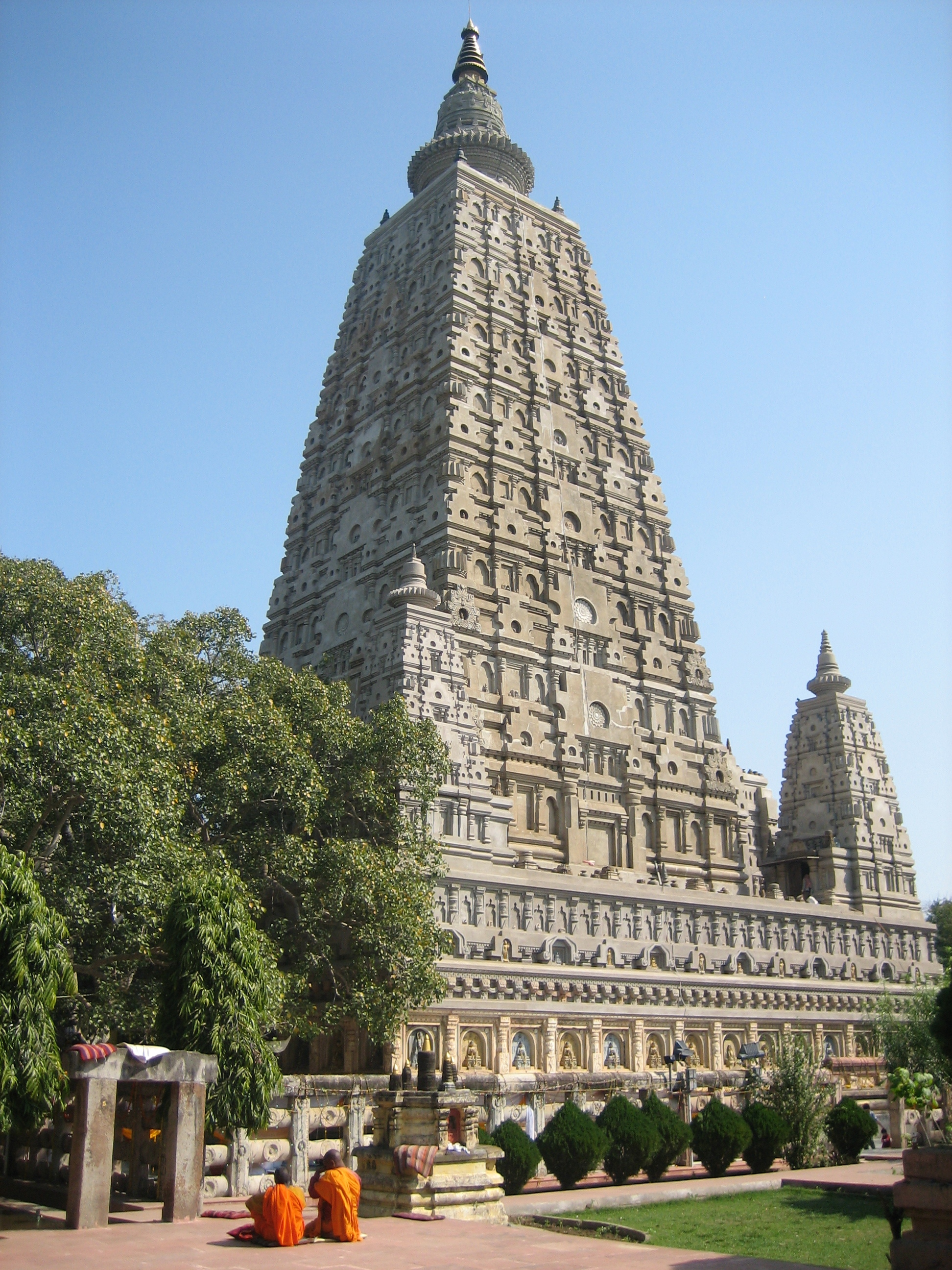
Đại tháp Giác Ngộ

Chùa Mahabodhi nằm trong quần thể công trình nằm cách Patna 96 km, có tọa độ 24°41′43″B 84°59′38″Đ / 24,69528°B 84,99389°Đ,

### Cội bồ đề
Sau khi Phật nhập niết bàn, cội Bồ-đề nguyên thủy mà Đức Phật ngồi bên khi ngài giác ngộ vẫn còn sống đến thời của vua Asoka và được nhà vua xây rào bảo vệ. Bên cạnh đó, nhà vua cũng đã nhân rộng cây quý này bằng cách chiếc nhánh của nó và gửi đến những địa điểm khác trên cả nước. Vì sùng kính đức Phật, vua Asoka chăm sóc cây Bồ-đề này rất cẩn thận, hàng ngày nhà vua đến thăm cây Bồ-đề và xem như một báu vật quốc gia. Do lòng ghen tỵ, quý phi của nhà vua là bà Tissarakkhā đã sai người lén chặt cây Bồ-đề và thiêu hủy nó. Vua Asoka đã trồng lại cây Bồ-đề từ một nhánh cây được chiết từ cây ở Sri Lanka (cây này lớn lên từ cành chiết gửi tặng cho vua Devanampiya Tissa trước đó). Có tài liệu khác thì ghi rằng cây bồ đề thứ 2 này mọc ra từ mầm nhú lên từ gốc của cây bị chặt.
Cây Bồ-đề thứ hai bị phá vào thế kỷ thứ 2 trước Công nguyên trong cuộc bức hại Phật giáo của vua Pushyamitra Shunga. Sau đó, cây bồ đề lại tiếp tục được trồng lại. Tuy nhiên, có tài liệu khác cho rằng Pushyamitra Shunga đã không phá hủy cây.    

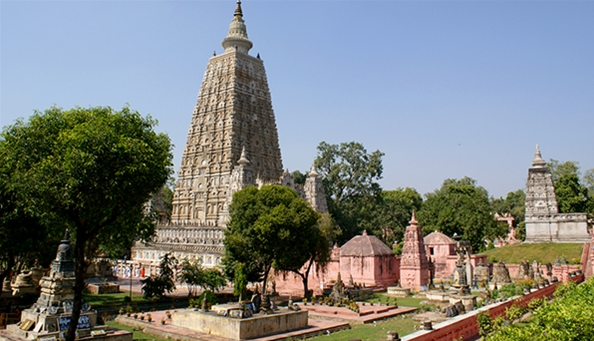
Đại tháp Giác Ngộ

Cây Bồ-đề thứ ba bị phá vào khoảng năm 600, do vua Sasanka xứ Ganda (Bengal, trị vì 590 - 625) ra lệnh. Vua Sasanka theo ngoại đạo nên không thích Phật giáo, ông đã truyền lệnh chặt cây thiêng này đồng thời đem đốt toàn bộ gốc rễ. Khi nghe tin, vua Purnavarama (Phú Lâu Na Bạt Ma) của Maghada (Ma-kiệt-đà), người nối dõi cuối cùng của vua Asoka đã vật mình xuống đất vì đau buồn, ông than thở: "Mặt trời của trí tuệ đã lặn, không còn gì để lại ngoài cội bồ-đề, và ngay cả nó ngày nay cũng đã bị hủy diệt, nơi nào sẽ cung cấp cho nguồn sống tâm linh." Năm 620, vua Purnavarma đã trồng lại cây Bồ-đề. Ngoài ra, vua còn cho xây bức tường cao hơn 7m để tránh kẻ xấu tàn phá cây Bồ-đề. Cây bồ đề này đã được Đường Tam Tạng mô tả trong nhật ký khi ông đến thăm nơi đây.
Khoảng 600 năm sau, cây Bồ-đề thứ tư bị phá. Quân đội Hồi giáo của Muhammad Bakhtiyar Khalji (Muhammad của Ghor) đã xâm chiếm Ấn Độ, phá hủy toàn bộ các Thánh tích Phật giáo, trong đó tòa tháp Maha Bodhi và cây Bồ-đề thiêng liêng. Mặc dù vậy, cây Bồ-đề lại tiếp tục hồi sinh. Ngay nơi gốc cây đã bị tàn phá, một chồi non đã nhú lên và phát triển nhanh chóng, cành lá sum suê.

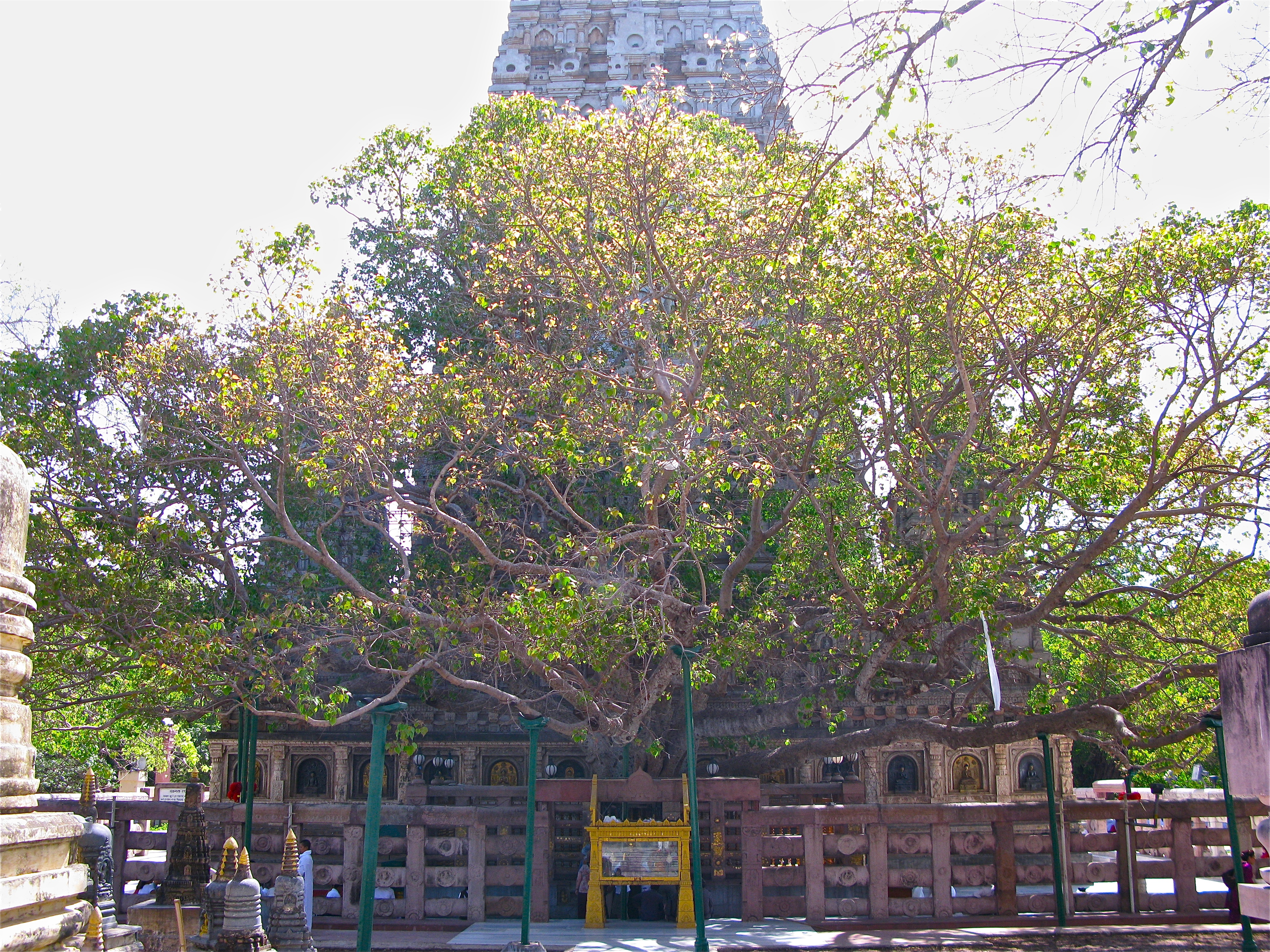
Cội Bồ-đề tại chùa Mahabodhi ở Bồ Đề Đạo tràng.

Đến đầu thập niên 1870, cây Bồ-đề thứ năm đã bị khô chết, rồi trong một cơn bão năm 1876, cây Bồ-đề đã bị đổ. Vào năm 1881, ngài Alexander Cunningham người Anh đã sử dụng hạt giống từ cây Bồ-đề thứ năm và trồng lại chính nơi cây gốc đã từng ở đó. Về sau ở nơi đó, chồi non lại tiếp tục nảy nở và phát triển, kế thừa từ mạch sống của cây Bồ-đề tổ tiên. Cội Bồ-đề này đã lớn lên và phát triển đến ngày nay, cách tháp chính khoảng 5m.
Ngoài ra, một cành chiết từ cây bồ đề nguyên thủy đã được vua Asoka gửi tặng cho vua Devanampiya Tissa (Thiên-Ái-Đế-Tu) tại Sri Lanka vào năm 247 trước Tây lịch. Con gái của vua Asoka là Tỳ-kheo-ni Sanghamitta (Tăng-già-mật-đa) đã sang Sri Lanka (Tích Lan) với mục đích thành lập ni đoàn Phật giáo đã mang nhánh bồ-đề này qua Tích Lan, đem đến trồng ở Anuradhapura, tại đây nó đã phát triển thành một cây to. Sau này người dân Tích Lan đã gọi cây bồ-đề này là "Sri-Maha Bodhi", nghĩa là "Cây Bồ Đề Vĩ Đại Cát Tường". Cho tới nay, trải qua gần 2.300 năm, Cây Bồ Đề Vĩ Đại vẫn sống tươi tốt và được người Sri Lanka coi là quốc bảo. Rất nhiều nhánh từ cây này đã được chiết để gửi đi trồng ở chùa chiền khắp nơi trên thế giới.
Như vậy, cùng chung với số phận thăng trầm của lịch sử Phật giáo ở Ấn Độ, cây bồ-đề cũng đã nhiều lần bị chặt đốt, thiêu hủy do thiên tai vô thường tác động và do những người muốn xóa tan vết tích của nó. Thế nhưng trải qua bao nguy khốn, dòng dõi hậu duệ của cây bồ đề vẫn không tuyệt diệt mà vẫn tiếp tục bám trụ và đâm chồi nảy lộc, đời sau nối tiếp đời trước che bóng mát cho nơi Phật đã ngồi khi thành đạo. Mặc dù trải qua nhiều lần sinh diệt, nhưng vị trí cây bồ đề ngày hôm nay so với gốc cây ban đầu vẫn không có sự thay đổi chuyển dịch, vẫn định vị như gốc cây bồ đề nguyên thủy, nơi khoảng 2.600 năm về trước, thái tử Tất Đạt Đa đã giác ngộ thành Phật. Với lịch sử hiển hách này, có thể nói cây bồ-đề tựa như một biểu tượng cao cả cho những tín đồ Phật giáo đã truyền đời nhau suốt 2.600 năm bảo tồn Chánh pháp mà Phật Thích Ca truyền dạy cho thế gian.

### Trùng tu
Vào khoảng 250 TCN, hoàng đế Asoka của triều đại Maurya đã dựng một ngôi đền kỷ niệm việc Phật đạt giác ngộ ở Bodh Gaya, nhưng ngôi đền này hiện không còn. Một công trình kiến trúc khác đã được dựng lại trên ngay chính địa điểm đó vào thế kỷ thứ 2 TCN và đã được trùng tu nhiều lần. Khi quân đội Hồi giáo xâm chiếm Ấn Độ, họ đã phá hủy toàn bộ các Thánh tích Phật giáo, trong đó tòa tháp Maha Bodhi (Đại giác) và cây Bồ-đề thiêng liêng.
Năm 1875, Vua Mindon Min của Miến Điện đã đề nghị và được sự đồng ý của chính phủ Ấn Độ và giáo hội Ấn giáo Mahant để sửa sang lại ngôi tháp Đại Giác bị hoang phế nhiều năm. Nhưng kỳ sửa chữa đầu tiên của người Miến Điện diễn ra không đúng theo truyền thống nên chính phủ Ấn Độ đã quyết định bổ nhiệm ông J.D Beglar vào năm 1880 trùng tu lại hoàn toàn ngôi tháp. Ông Cunningham và tiến sĩ Rajendra Lal Mitra cũng được cử làm cố vấn trong việc trùng tu. Công việc khôi phục đã được tiến hành dựa trên nền móng cũ của ngôi già-lam nhỏ ngày xưa. Toàn bộ được trù tính và kế hoạch khôi phục như là ngôi tháp đã tồn tại từ thời trung cổ. Sự khôi phục và cải tiến lại ngôi tháp hiện nay hầu hết chính xác từ bản mô phỏng của ngôi đền nguyên thủy. Công việc này rất phức tạp và đòi hỏi sự đầu tư lớn về kinh tế.
Năm 1880, Alexander Cunningham thấy nền của tòa Kim cang (Vajrasana) lộ ra trên sân sau của bức tường đại tháp. Điều này đã khiến cho ông nghĩ rằng có thể có vài dấu vết gì đó về cây bồ-đề nguyên thủy (tức là cây bồ-đề gốc thời Đức Phật đã sống). Vì vậy, Cunningham đã đào một đoạn ngắn đến phía tây của tòa Kim cang (Vajrasana), ông phát hiện tòa Kim cang (Vajrasana) dưới chỗ cây bồ đề hiện đang sống. Lớp trên là lớp đá hoa cương, lớp giữa là lớp đá cát và lớp dưới là lớp thạch cao. Bên trong phòng này là một ngai vàng bằng đá Basan, mặt bằng đá xanh đặt trên một sàng đá hoa cương. Di chuyển sàng này, ông phát hiện một ngai vàng thứ hai ở phía sau ngai vàng đầu tiên cách bốn lớp thạch cao. Ông cũng khám phá ra được hai ngọn rễ dài lớn của cây bồ-đề cũ.
Nhưng sau khi được khôi phục, ngôi tháp Đại Giác và vùng đất xung quanh vẫn tiếp tục thuộc về giáo hội Ấn giáo Mahant, họ chỉ giữ Thánh Tích với mục đích hưởng lợi qua sự thăm viếng của phật tử chứ không có ý muốn tu sửa hay cung kính. Sự vận động giành lấy lại quyền điều hành tại khu vực Tháp Đại Giác bắt đầu vào tháng 1 năm 1891 khi đại sư Anagarika Dharmapala đến đảnh lễ thánh địa này. Ngài Dharmapala ghi trong nhật ký ngày 21/1/1891 như sau: "Tại ngôi đền của ông Mahant hai bên cửa có những tượng Đức Thế Tôn đang thiền định hay đang thuyết pháp. Ôi! Tôn nghiêm làm sao ngôi tháp quí báu này! Đức Thế Tôn ngồi trên pháp tòa và sự tôn nghiêm tỏa khắp làm cho phật tử chí thành phát khóc. Ôi sung sướng biết bao! Khi vầng tráng của tôi chạm đến Kim Cương Tòa, một ý niệm phát ra rồi đánh mạnh vào tâm trí tôi. Ý niệm ấy bảo tôi dừng lại đây và gìn giữ thánh tích tôn nghiêm nầy, tôn nghiêm đến nỗi không gì trên đời này sánh bằng, vì đây là chỗ mà dưới gốc Bồ Đề, Thái Tử Sĩ Đạt Ta đã giác ngộ thành Phật."'
Ngài kiên quyết từng bước ngăn chặn những việc làm của ngoại đạo tại thánh địa này và đã sáng lập ra "Hội Đại Giác Ngộ, Bồ-đề Đạo Tràng" (The Buddha Gaya Mahabodhi Society) vào ngày 31 tháng 5 năm 1891. Sau nhiều năm đấu tranh, vận động sự ủng hộ từ Phật tử các nước, năm 1952, chính phủ Ấn Độ đã thành lập một ủy ban điều hành quản lý khu vực Bồ-đề Đạo Tràng và những di sản khác. Ủy ban này gồm có 8 thành viên, 4 vị Ấn giáo và 4 vị Phật giáo, với một vị quận trưởng Gaya làm chủ tịch.

## Các nét chính

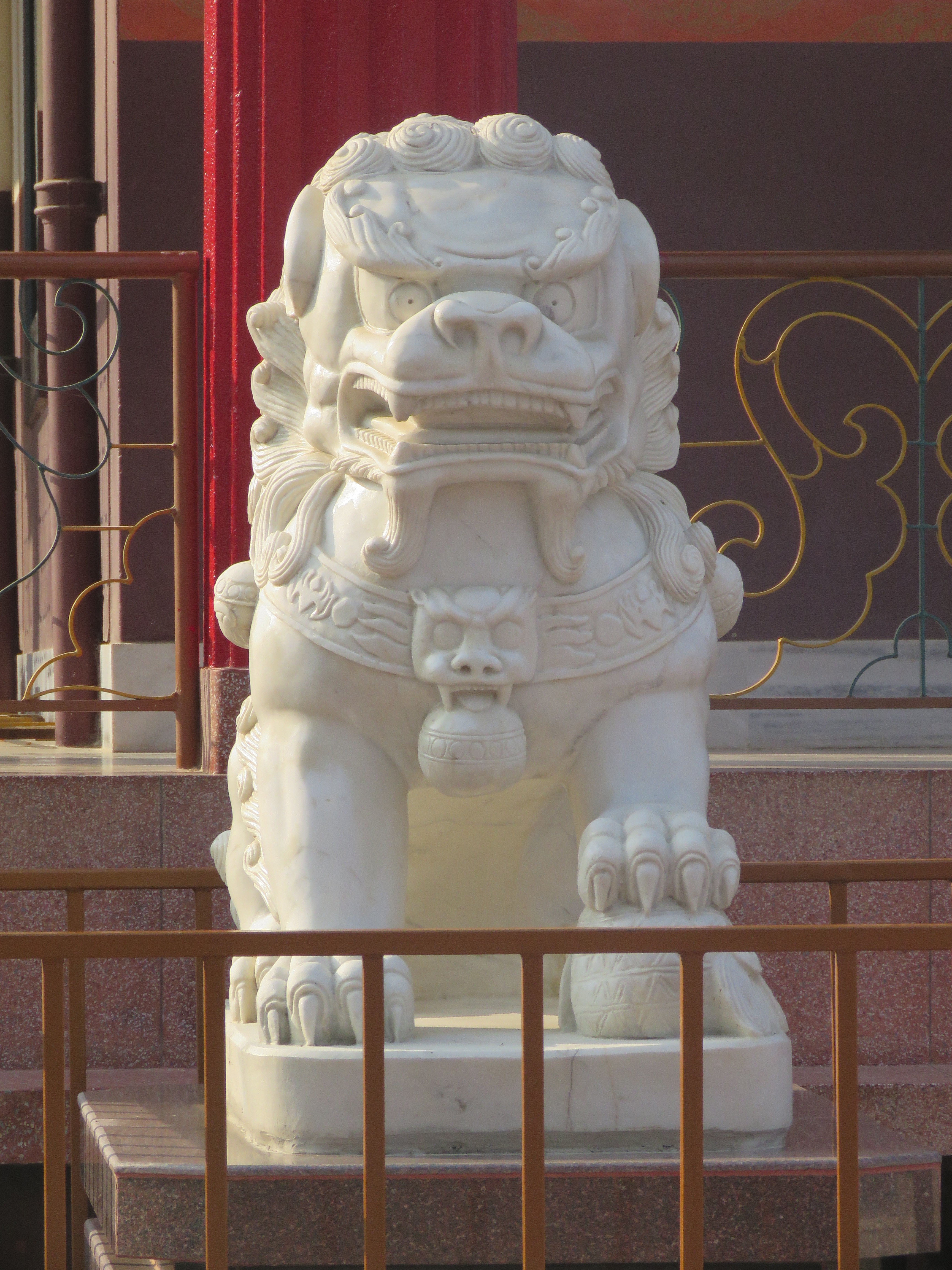
Bức tượng sư tử đá Trung Quốc ngay tại Bồ đề đạo tràng

Đại giác ngộ tự là một công trình kiến trúc bằng đá với một shikhara ở trung tâm. Tận trong cùng ngôi đền có một bảo tháp kiểu Miến Điện. Phức thể tự viện này đã được trùng tu bởi các tín đồ Phật giáo Miến Điện, do vậy, trong điêu khắc và kiến trúc, nó có nhiều phong cách Miến Điện. Mặt tiền của tháp trung tâm và bốn tháp góc được phủ các hốc đầy những tượng Phật giáo. Hiện nay, tại vùng Bodh Gaya, cùng với rất nhiều chùa của các quốc gia trên thế giới, Việt Nam cũng có 4 chùa tại đây. Đó là Việt Nam Phật Quốc tự của thầy Huyền Diệu, chùa Độ Sanh của một nhà tu hành người Mỹ gốc Việt, chùa Viên Giác của một nhà tu hành người Đức gốc Việt và tịnh xá Kỳ Hoàn của thầy Thích Giác Viên đến từ Vũng Tàu.